# Fornicia
Fornicia – rodzaj błonkówek z rodziny męczelkowatych. Gatunkiem typowym jest Fornicia clathrata. Pod względem budowy morfologicznej jest to jeden z bardziej zróżnicowanych rodzajów Microgastrinae

## Zasięg występowania
Rodzaj obejmuje gatunki żyjące w rejonach tropikalnych. Brak ich w holarktyce.

## Biologia i ekologia
Wszystkimi znanymi żywicielami przedstawicieli tego rodzaju są motyle z rodziny  pomrowicowatych.

## Systematyka
Do rodzaju zaliczane są 32 opisane gatunki:
- Fornicia achterbergi Yang & Chen, 2006
- Fornicia africana Wilkinson, 1930
- Fornicia afrorum de Saeger, 1942
- Fornicia albalata Ma & Chen, 1994
- Fornicia andamanensis Sharma, 1984
- Fornicia annulipes Ashmead, 1905
- Fornicia arata (Enderlein, 1912)
- Fornicia balloui Muesebeck, 1958
- Fornicia borneana (Cushman, 1929)
- Fornicia brachymetacarpa Luo & You, 2006
- Fornicia ceylonica Wilkinson, 1928
- Fornicia chalcoscelidis Wilkinson, 1936
- Fornicia clathrata Brullé, 1846
- Fornicia ghesquierei de Saeger, 1942
- Fornicia imbecilla Chen & He, 1994
- Fornicia jarmilae Mason, 1981
- Fornicia longiantenna Luo & You, 2008
- Fornicia macistigma Luo & You, 2006
- Fornicia microcephala Granger, 1949
- Fornicia minis He & Chen, 1994
- Fornicia moronis (Cushman, 1929)
- Fornicia muluensis Austin, 1987
- Fornicia obscuripennis Fahringer, 1934
- Fornicia penang (Cushman, 1929)
- Fornicia pilosa Cushman, 1931
- Fornicia prominentis Chen & He, 1994
- Fornicia rixata Papp, 1980
- Fornicia seyrigi Granger, 1949
- Fornicia surinamensis Muesebeck, 1958
- Fornicia tagalog (Cushman, 1929)
- Fornicia tergiversata Papp, 1980
- Fornicia thoseae Wilkinson, 1930